# Bernd Fabritius
Bernd-Bernhard Fabritius (ur. 14 maja 1965 w Agnita, Rumunia) – niemiecki prawnik i politolog, działacz CSU, deputowany do Bundestagu, przewodniczący Związku Wypędzonych (od 2014), pełnomocnik rządu RFN ds. przesiedleńców i mniejszości narodowych (2018-2022 i od 2025).

## Życiorys
Urodził się w rodzinie Sasów siedmiogrodzkich w rumuńskiej Agnicie. W 1983 roku zdał maturę w Samuel-von-Brukenthal-Gymnasium w Sybinie. Wraz z rodzicami wyjechał jako przesiedleniec do Niemiec Zachodnich w 1984 roku.
Od 1985 Fabritius studiował administrację w Bawarskiej Szkole Służby Cywilnej. Po uzyskaniu dyplomu w 1988 trafił do bawarskiego Ministerstwa Pracy i Spraw Społecznych, gdzie został zatrudniony w regionalnym zakładzie ubezpieczeń emerytalnych (LVA). Jednocześnie studiował nauki polityczne na Hochschule für Politik w Monachium.
Od 1991 do 1994 roku studiował prawo na Uniwersytecie Ludwika-Maksymiliana w Monachium. W 1994 zdał pierwszy, a w 1996 zdał z powodzeniem drugi państwowy egzamin adwokacki i nabył uprawnienia zawodu adwokata. W 2003 roku obronił doktorat w zakresie europejskiego prawa administracyjnego na Uniwersytecie w Tybindze i Sybinie. Prowadzi kancelarię adwokacką w Monachium.
W 2007 roku został wybrany na przewodniczącego Związku Sasów Siedmiogrodzkich, pełniąc tę funkcję do 2014 roku. W 2010 roku powołany na wiceprzewodniczącego Związku Wypędzonych, a w 2014 zastąpił Erikę Steinbach na stanowisku przewodniczącego tej organizacji.
W wyborach parlamentarnych w 2013 roku uzyskał z list CSU mandat deputowanego do Bundestagu. Mandat sprawował do końca kadencji w 2017 roku. Do parlamentu powrócił na kilka miesięcy w 2021 roku. Wykładał prawo procesowe na Hochschule für öffentliche Verwaltung und Rechtspflege w Meißen oraz gościnnie jako profesor nadzwyczajny na wydziale prawa rumuńskiego Uniwersytetu Luciana Blaga w Sybinie.
W 2015 roku objął patronatem ukraińskiego reżysera Ołeha Sencowa, skazanego przez rosyjski sąd na 20 lat łagru.
W 2017 roku uhonorowany został tytułem doktora honoris causa Uniwersytetu Zachodniego w Timișoarze, a w 2023 odznaczony Bawarskim Orderem Zasługi.
W dniu 11 kwietnia 2018 na wniosek federalnego ministra spraw wewnętrznych został powołany na urząd pełnomocnika rządu RFN ds. przesiedleńców i mniejszości narodowych, pełniąc funkcję do 2022 roku. 28 maja 2025 ponownie objął funkcję pełnomocnika rządu federalnego ds. przesiedleńców i mniejszości narodowych.
Bernd Fabritius żyje w związku partnerskim.